# Alphonse de Rothschild

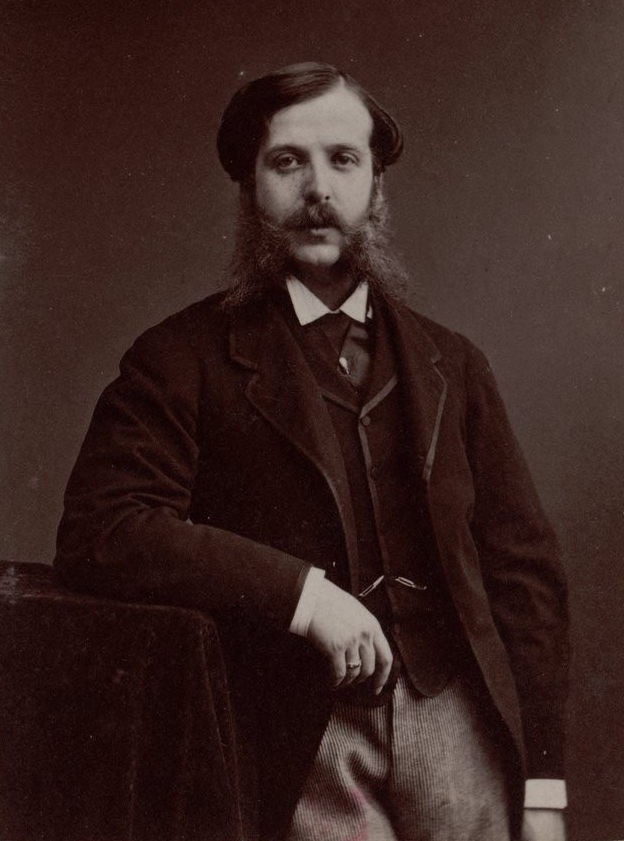
Alphonse de Rothschild

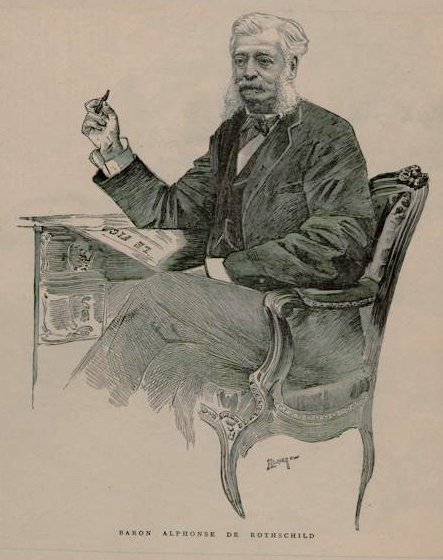
Zeichnung von Jean Baptiste Guth

Alphonse James de Rothschild (geb. 1. Februar 1827 in Paris; gest. 26. Mai 1905 ebenda) war ein Mitglied des französischen Zweiges der Familie Rothschild und als Bankier tätig.

## Familie
Er wurde als ältester Sohn des Barons Jakob Rothschild und der Betty von Rothschild (Tochter von Salomon Mayer von Rothschild) geboren. 1857 heiratete er seine Cousine Leonora de Rothschild (1837–1911), Tochter von Lionel de Rothschild aus dem Londoner Zweig der Familie Rothschild.
Die Eheleute hatten vier Kinder: Bettina (1858–1892, Ehefrau von Albert Salomon von Rothschild), René (geboren und verstorben 1861), Béatrice (1864–1934) und Édouard (1868–1949).

## Leben
Nachdem er die französische Staatsbürgerschaft erworben hatte, wurde er im Jahre 1855 Aufsichtsratsmitglied der Banque de France, wobei die Bank Rothschild Frères deren erster Aktionär war.
Nach dem Tod seines Vaters im Jahr 1868 erbte Alphonse de Rothschild ein großes Vermögen, einschließlich Aktienpositionen an der Bank Rothschild Frères und der im Rothschild-Besitz befindlichen Compagnie des chemins de fer du Nord.
Alphonse de Rothschild begann schon in jungen Jahren seine Ausbildung im Bereich Finanzen. Sein Vater beauftragte ihn, in Gold als Kapitalanlage zu investieren. In den 1860er Jahren wurde in Europa und den Vereinigten Staaten von Amerika nach einem passenden Währungssystem gesucht. In Frankreich waren die Bankiers Jacob Rodrigue Émile Pereire (1800–1875) und Isaac Rodrigue Pereire (1806–1880) Befürworter von Papiergeld im Gegensatz zu Alphonse de Rothschild, der das französische System des Bimetallismus erhalten wollte. Alphonse de Rothschilds Meinung wurde zunächst von Léon Say (1826–1896) unterstützt, einem ehemaligen Mitarbeiter der im Rothschild-Besitz befindlichen Compagnie des chemins de fer du Nord, der im Jahre 1872 französischer Finanzminister wurde. Das französische System des Bimetallismus wurde dennoch abgeschafft, als Frankreich – so wie der Rest von Europa – der Lateinischen Münzunion beitrat und der Goldstandard im Jahre 1873 angenommen wurde.
Während des Deutsch-Französischen Kriegs hatte Alphonse de Rothschild die Pariser Befestigungen während der preußischen Belagerung von Paris (1870–1871) bewacht. Nach der Niederlage im Deutsch-Französischen Krieg wurde die Bank Rothschild Frères damit beauftragt, die im Frieden von Frankfurt vereinbarten Reparationsleistungen in Höhe von fünf Milliarden Franc an das Deutsche Kaiserreich aufzubringen. Als Adolphe Thiers im Jahre 1871 das Décret Crémieux abschaffen wollte, konnte dies Alphonse de Rothschild verhindern. Von 1873 bis 1911 stand er als Präsident dem Consistoire central israélite, der obersten Organisation des Judentums in Frankreich, vor.
Alphonse de Rothschild gründete 1880 das Unternehmen Société Le Nickel, eine Nickel-Minen-Gesellschaft in Neukaledonien. Der Zusammenbruch der von Paul Eugène Bontoux (1820–1904) gegründeten Investmentbank „Société Générale de l'Union“ löste den Pariser Börsenkrach von 1882 aus und leitete eine Rezession der französischen Wirtschaft ein. 1886 erwarb er die Gesellschaft „Société commerciale et Industrielle de Naphte Caspienne et de la Mer Noire, Société Anonyme“, die Erdöl in Baku förderte. Als die Bank Comptoir national d'escompte de Paris 1889 in Konkurs ging und kurz darauf der Panamaskandal ausbrach, führte dies 1893 zu einer offiziellen Untersuchung im französischen Parlament. Für seine Verdienste um die Rettung der französischen Wirtschaft in einer Zeit der Krise wurde Alphonse de Rothschild im Jahr 1896 mit dem Großkreuz, der höchsten Klasse der Ehrenlegion, ausgezeichnet. Im Jahre 1898 wurde Alphonse de Rothschild zusammen mit Eugène Goüin (1818–1909) Vorsitzender der Gruppe Les Banques Françaises.
Neben einer Stadtresidenz an der Rue Saint-Florentin 2 bei der Place de la Concorde in Paris war er Besitzer des Château de Ferrières östlich von Paris. Alphonse de Rothschild brachte im Laufe seines Lebens eine bedeutende Kunstsammlung, insbesondere Gemälde und islamische Kunst, zusammen. Er war auch ein freigiebiger Gönner und Mäzen zahlreicher Museen. 1885 wurde er Mitglied der Académie des Beaux-Arts. Eine weitere Leidenschaft war sein Interesse an Vollblutpferden. Er begründete das Gestüt Haras de Meautry in Touques (Calvados), aus dem zahlreiche erfolgreiche Pferde hervorgingen und das heute noch im Besitz der Familie Rothschild ist. Ab 1852 war er Mitglied im Jockey Club de Paris.